# Vicus gallo-romain de l'Oedenbourg
Le vicus gallo-romain de l'Oedenbourg est un monument historique situé à Biesheim, dans le département français du Haut-Rhin.

## Localisation
Le site gallo-romaine du site de l'Oedenburg s’étend sur le territoire des communes de Biesheim et de Kunheim. 

## Histoire
La première mention du site apparaît dans la Géographie de Ptolémée qui le nomme Argentovaria. L'archéologie n'a pas permis confirmer le lien entre le site et le nom.   
L'occupation du territoire par les Romains remonte au début du premier siècle à proximité d'un gué sur le Rhin. Sous le règne de Vespasien, l'expansion de l'Empire s'est étendue jusqu'au Danube. Le camp fut délaissé par les militaires et occupé par les civils.
L'archéologie a permis de distinguer deux périodes d'occupation. La première période dans la première moitié du premier siècle et la deuxième dans la seconde partie du premier siècle avec un déplacement du site du nord-est (site de Rheinacker) vers le sud-ouest (site du Ried) de part et d’autre du canal de dérivation du Rhin. 
Le site d'Oedenburg est occupé entre la fin du IIe siècle (vers 192) et le début du IVe.
C’est entre le début du IVe siècle (vers 312) et début du Ve (avant 415) que l’occupation la plus dense a pu être observée sur le plateau et non plus dans la vallée. 
Au IVe siècle, une forteresse fut construite sur le site d’Oedenburg au nord de l’actuel Biesheim. Les fouilles archéologiques ont mis au jour des objets domestiques et du matériel militaire (cuirasse, casque, ceinturon, pilum, lance et glaive…), un lingot d’argent estampillé (un Donativum).
Le site figure sur la carte de J. D. Specklin de 1576. Au XVIIe siècle, différents objets de l'époque gallo-romaine furent retrouvés. En 1824, des fouilles archéologiques furent effectuées de même que lors de la construction du canal de dérivation du Rhin en 1868.
Depuis 1960 des sondages ont permis la mise au jour de vestiges et objets. Depuis 1998, une mission internationale regroupant des équipes française, allemande et suisse mène chaque année des campagnes de fouilles sur le site.
Le site a fait l'objet d'une inscription au titre des monuments historiques depuis 1989.

## Vestiges
En 1999, des vestiges de camps romains dit « Julio-claudiens » ont été retrouvés lors de fouilles. Sur la rive gauche du canal, ont été retrouvés plusieurs bâtiments civils.
Une nécropole et de nombreux objets religieux ont été retrouvés. La majorité des vestiges sont présentés dans les vitrines du musée de la commune.